# Bezirk Nisko
Bezirk Nisko – dawny powiat (Bezirk) kraju koronnego Królestwo Galicji i Lodomerii, funkcjonujący w latach 1854–1867. Siedzibą starostwa była wieś Nisko.

## Historia
Bezirk Nisko utworzono w ramach reformy uwłaszczeniowej z okresu Wiosny Ludów (1848–1849), która likwidowała jurysdykcję właściciela ziemskiego nad poddanymi. W Galicji, dominium – jako podstawowa jednostka administracyjna i filar systemu feudalnego straciło rację bytu. Konieczne stało się zatem wprowadzenie nowego systemu administracyjnego, którego zręby powstały w latach 1851–1855. Nowy trójstopniowy podział administracyjny objął 21 cyrkułów (niem. Kreise), 179 małych powiatów (niem. Bezirke) i ponad 6000 gmin (niem. Gemeinde). 
Bezirk Nisko objął obszar o wielkości 11,7 mil², zamieszkany przez 29.776 ludzi i podzielony na 32 gminy katastralne, w tym jedno miasteczko (Rudnik). Wszedł w skład cyrkułu rzeszowskiego, jako jeden z jego jedenastu powiatów. Na wschodzie, na małym odcinku, graniczył z Imperium Rosyjskim.
Po nadaniu Galicji autonomii oraz powołaniu samorządu gminnego i powiatowego w 1865 zlikwidowano cyrkuły (Kreise). Dotychczasowe małe powiaty (Bezirke) w liczbie 179, utrzymały się do 1867 roku, kiedy to w następstwie kolejnej reformy administracyjnej (23 stycznia 1867) zostały zastąpione przez 74 większych powiatów. Obszar zniesionego Bezirk Nisko wszedł wtedy w skład nowych powiatów niskiego, kolbuszowskiego i tarnobrzeskiego (vide podział w tabeli poniżej). 1 sierpnia 1878 zmieniono granice tych powiatów, tak że wszystkie gminy należące dawniej do Bezirk Nisko znalazły się w granicach powiatu niskiego.

## Podział administracyjny (1854)
| Lp. | Gmina jednostkowa                                      | Powierzchnia | Ludność | Powiat w 1867 po zniesieniu |
| --- | ------------------------------------------------------ | ------------ | ------- | --------------------------- |
| 1   | Nisko z Malcami, Moskalami i Podwoliną                 | 1085         | 2305    | niski                       |
| 2   | Jeżowe z Trelą, Górką, Kowalami, Zagródkami i Błądkami | 7420         | 3417    | niski                       |
| 3   | Jata                                                   | 1210         | 623     | niski                       |
| 4   | Soykowa                                                | 820          | 563     | niski                       |
| 5   | Zalesie                                                | 1150         | 671     | niski                       |
| 6   | Pławo ze Swołami i Chyłami                             | 9113         | 794     | tarnobrzeski                |
| 7   | Przyszów (Kameralny) z Krakowcem i Burdzami            | 4130         | 1456    | niski                       |
| 8   | Słup-Maziarnia                                         | 7830         | 571     | niski                       |
| 9   | Kamień z Bagnem i Zagródkami                           | 8910         | 3585    | niski                       |
| 10  | Steinau                                                | 950          | 309     | niski                       |
| 11  | Nowosielec (vel Pieronka)                              | 7020         | 508     | niski                       |
| 12  | Rudnik (m)                                             | 5440         | 1889    | niski                       |
| 13  | Kopki                                                  | 2785         | 1046    | niski                       |
| 14  | Koziarnia                                              | 1066         | 1046    | niski                       |
| 15  | Tarnogóra                                              | 2276         | 474     | niski                       |
| 16  | Wolina z Nowąwsią                                      | 670          | 424     | niski                       |
| 17  | Kończyce                                               | 2170         | 309     | niski                       |
| 18  | Przędzel                                               | 4400         | 899     | niski                       |
| 19  | Racławice ze Świętoniówkami                            | 790          | 438     | niski                       |
| 20  | Stróża                                                 | 690          | 336     | niski                       |
| 21  | Łętownia z Ochodzą i Maydanem                          | 6000         | 1517    | niski                       |
| 22  | Wólka Łętowska                                         | 502          | 476     | niski                       |
| 23  | Łowisko                                                | 2616         | 1000    | niski                       |
| 24  | Groble (vel Przybyszówka)                              | 2590         | 423     | niski                       |
| 25  | Nart (Stary i Nowy)                                    | 5205         | 671     | kolbuszowski                |
| 26  | Gwoździec                                              | 1435         | 553     | kolbuszowski                |
| 27  | Cisów-Las                                              | 750          | 419     | kolbuszowski                |
| 28  | Cholewiana Góra                                        | 1810         | 1233    | niski                       |
| 29  | Stany-Załęże                                           | 7440         | 1268    | niski                       |
| 30  | Bojanów i Gojanów                                      | 6735         | 860     | niski                       |
| 31  | Korabina                                               | 865          | 327     | kolbuszowski                |
| 32  | Laski i Nowawieś                                       | 960          | 412     | niski                       |

Objaśnienie:
(M) = miasto; (m) = miasteczko